# Евапорат
Евапорат је хемијска седиментна стена и припада групи соли. Користи се за експлоатацију разних врста соли (кухињске, гипса). 
Минерали који изграђују евапорат су:
- халит,
- гипс,
- анхидрит.

Структура евапората је кристаласта, док је његова текстура слојевита. Такође, може се јавити и у виду издужених сочива. 
Настаје таложењем минерала из засићеног раствора. Тај процес се врши у затвореним басенима и лагунама. Приликом тога, вода из засићеног раствора испарава, након чега заостаје чврста супстанца. Њеним везивањем настаје ова стена. 